# Paul-Émile Deiber
Paul-Émile Deiber est un comédien français, né le 1er janvier 1925 à La Broque et mort le 14 décembre 2011 à Klosterneuburg (Autriche).

## Biographie
Paul-Émile Deiber naît à La Broque dans le Bas-Rhin le 1er janvier 1925.
Après des études musicales de violon et de chant, il choisit le Centre d'art dramatique où il rencontre son maître Jean Debucourt. Engagé à la Comédie-Française comme coryphée après un premier prix de tragédie aux concours du Conservatoire, il joue les héros de la tragédie classique et du drame romantique. Il marque quelques-uns des rôles de son emploi comme Oreste dans Andromaque de Racine, qu'il joue pendant seize ans, plus de cent fois. Georges Lerminier apprécie son interprétation : « Il ne s’est pas aventuré, m’a-t-il semblé, jusque dans les profondeurs de son personnage. Il l’a pris, non sans habileté, par le dehors, faisant notamment passer la rampe, moins par le sentiment que par le métier. » Il fit ressortir le glissement vers la folie et élevant le ton d’une manière progressive, du calme à la démesure : « À la fin de l’acte V, presque trop calme d’abord, il a admirablement exprimé les fureurs d’Oreste », écrit Philinte.
Pour ses débuts, il est Ruy Blas – un rôle qu’il joue pendant près de vingt ans – aux côtés de Jean Yonnel, Marie Bell et Pierre Dux. C’est là un des problèmes majeurs que va rencontrer Paul-Émile Deiber : s’il a l’âge des personnages qu’il interprète, il joue avec des partenaires souvent beaucoup plus âgés que lui. Ainsi, Véra Korène, titulaire du rôle d’Hermione, a 24 ans de plus que lui ; Marie Bell, la reine dans Ruy Blas, est née en 1900. Comment mélanger la jeune troupe plus crédible dans les rôles de jeunes premiers et les éléments chevronnés indispensables à la pérennité de la Comédie-Française ? Pierre-Aimé Touchard a confié son embarras : « (…) j’ai laissé jouer Andromaque dans la même mise en scène pendant six ans, n’osant choisir entre Yonnel et Deiber pour le rôle d’Oreste. »
Dans la tragédie, il est encore Néron de Britannicus dans les mises en scène de Julien Bertheau puis de Jean Marais ; Horace de la pièce éponyme dans la mise en scène de Jean Debucourt ; Maxime (Cinna de Pierre Corneille) dans la mise en scène de Maurice Escande. Pendant de longues années, il prête ses traits à Antiochus de Bérénice de Racine aux côtés d'Annie Ducaux, puis de Renée Faure et de Denise Noël… Il alterne avec André Falcon dans le rôle de Don Rodrigue (Le Cid de Pierre Corneille, pièce dont il a interprété tous les rôles masculins à l'exception de celui de Don Alonse), puis dans celui d'Hernani (Hernani). Il remplace Jean Marais dans le rôle de Néron et dans le rôle de Xipharès (Mithridate de Racine). L'alternance lui permet également de jouer Nicomède, Bajazet, Chatterton…
Pierre Dux donne une idée assez juste de son talent : “Votre voix, une belle voix grave, admirablement timbrée, votre diction, une connaissance précise du vers classique et romantique, un sens théâtral inné…“ (Discours de réception au titre de chevalier de la légion d'honneur, 6 novembre 1972). Avec lui, Sire le Mot est Roi. Tout dans son expression – sa voix mais aussi son allure – manifeste l’émotion. De ce point de vue, son jeu va à l’encontre des tendances dominantes de la Comédie-Française de l’époque qui, pour sortir de la crise de la représentation tragique, privilégie le goût du spectaculaire et de l’ostentatoire dans les mises en scène.
Selon les témoignages de ses camarades ou de ceux qui l'approchèrent, Paul-Emile Deiber est doué d'une mémoire prodigieuse ce qui lui permet de reprendre les rôles les plus importants au pied levé, dont celui de Cyrano, après avoir interprété beaucoup de personnages dans Cyrano de Bergerac, le chef-d’œuvre de Rostand et alors qu'il n'a que vingt-sept ans. Dans son interprétation de Cyrano, il poétise le rôle et le tire vers l'émotion et le romantisme. De ce point de vue, son interprétation s'oppose à celles plus tonitruantes de ses devanciers ou de Jean Piat, avec qui il alterne dans la mise en scène de Jacques Charon. Claude-Henry Lecomte écrit qu'il « montre force tendresse et panache. Escogriffe très humain arraché aux déclamations usagées. Par le ton, le rythme, Deiber renouvelle littéralement la tirade du nez et la ballade du duel. Une salle archi-comble l'ovationne. Comme les mélomanes acclament une diva qui vient de pousser le grand air de Norma ».
Au cours de sa carrière, il évolue également vers un emploi plus large et aborde les grands premiers rôles de Molière tels que Molière (L'Impromptu de Versailles), Orgon (Tartuffe) ou Alceste (Le Misanthrope). On écrit de lui que « sa création du personnage d'Orgon fut captivante : sobre, clair, noble même et distant… ». Il va particulièrement marquer le rôle d'Alceste de sa sensibilité en choisissant d'accentuer les aspects émouvants du personnage.
Au fil des années, son emploi évolue et il choisit d'interpréter les rôles pleins de fantaisie de Labiche (Les Trente Millions de Gladiator ou l'inénarrable Piget dans Vingt-neuf degrés à l'ombre) ou Feydeau (Soldignac dans Le Dindon ou encore le général Irigua dans Un fil à la patte).
Peut-être trouve-t-il son plein épanouissement à la fin de sa carrière à la Comédie-Française, par exemple lorsqu'il reprend, après Jean Yonnel, le rôle de Ferrante dans La Reine morte d'Henry de Montherlant. Jean-Jacques Gautier analyse avec précision son interprétation : « J'ai commencé par lui en vouloir de ses éclats du début. À mon sens, le mépris n'élève pas la voix. Il ne hausse pas tellement le ton. Il ne crie pas si fort. Il ne se met pas en colère. Du moins, à ce stade de l'action. Calme, il n'est que plus accablant. Mais peu à peu, j'ai oublié cette mauvaise impression, et, lorsque Ferrante est descendu dans la politique ; quand il a engagé, avec l'un ou l'autre, l'entretien ; dès qu'il a commencé à dénoncer l'homme sous l'appareil du souverain ; à partir du moment où il s'est relâché, où ses défenses sont tombées une à une ; où il a jeté le masque, je me suis mis à approuver, un peu d'abord, davantage ensuite, complètement enfin, le comportement, l'attitude, le jeu, l'interprétation, la composition de P.-E. Deiber. » Gabriel Marcel juge ainsi son interprétation : « Il faut rendre hommage sans plus tarder à Paul-Émile Deiber qui, dans le rôle écrasant du roi Ferrante a su maintenir dans l’autorité même une sorte de frémissement tragique qui, à bien des moments m’a bouleversé… C’est une révélation. » Dans l'adaptation du roman de Dostoïevski, Crime et Châtiment, il fait une composition du personnage de Lougine que la critique salua dans son ensemble.
Il s'en va après vingt-sept années et sa dernière création a lieu à l'Odéon, dans Amorphe d'Ottenburg de Jean-Claude Grumberg, un rôle de roi fantoche, mis en scène par Jean-Paul Roussillon. Il revient en tant que sociétaire honoraire pour jouer Prusias de Nicomède (Pierre Corneille) dans la mise en scène de Françoise Seigner.
Il a réalisé plusieurs mises en scène de tragédie. Bérénice fut sans doute la plus importante. Georges Lerminier écrit : « Paul-Émile Deiber a certainement médité avec intelligence son explication de texte. Il a choisi les larmes, l’abandon un peu romantique à la souffrance qu’engendre l’irrémédiable rupture entre Titus et Bérénice. Le texte est dit en mineur avec ce qu’il faut de demi-soupirs et de silences lourds. » De la même façon, Guy Leclerc reconnaît que cette mise en scène « a un très grand mérite, c’est de nous restituer ce Théâtre de l’Immobilité que doit être le théâtre tragique ». Michel Déon juge : « La Bérénice mise en scène par Paul-Émile Deiber (…) est dans la tradition des Comédiens-Français et en cela elle m’a semblé admirable. Jamais la scène des adieux de Bérénice et Titus, jamais le discours d’Antiochus à la Reine de Césarée, jamais le départ de Bérénice ne m’avaient paru à ce point émouvants. » Jean-Jacques Gautier est plus critique tant il déteste le décor et les costumes — « comment a-t-on permis à Monsieur Jacques Dupont de poser sur une tête cette tiare incroyable sans nul souci de ce qui peut convenir à tel visage ? » — et le jeu de Renée Faure : « elle n’est pas et ne sera jamais Bérénice ».
Peu avant les évènements de 1968, Paul-Émile Deiber présente Andromaque que salue la critique : « Quant à Paul-Émile Deiber, il ne mérite que des éloges. Sa mise en scène est d’une sobriété, d’un goût parfaits, d’une nudité exemplaire. Pas de ces colonnades, de ces seuils de palais grecs ou romains qui fleurent le conventionnel. Simplement quelques marches vermoulues à droite, un petit tertre à gauche et, au fond, embrassant entièrement la scène, l’immensité bleue d’un ciel de l’Épire. Une vision de toute beauté qui rejoint merveilleusement la beauté racinienne. » Enfin Paul-Émile Deiber présenta un Cid qui partage la critique. Tandis que Gilles Sandier se déchaîne : « Arrêtez le massacre » et n'y va pas par quatre chemin : « Un spectacle lamentable, déshonorant », Gilbert Guilleminault juge ainsi le spectacle : « C’est un Cid plein de jeunesse, de fraîcheur et de naïveté, plus proche de ses origines médiévales, que nous offre aujourd’hui la Comédie-Française. »
Entre 1962 et 1972, Paul-Émile Deiber renoue avec la tradition des comédiens-auteurs en présentant un remarquable et très apprécié spectacle-hommage à Molière (La Troupe du Roy). Il fut pendant plus de vingt-cinq ans une des chevilles ouvrières de la Maison, responsable avec Béatrix Dussane des soirées littéraires.
En 1972, il épouse la cantatrice allemande Christa Ludwig.
Après son départ de la Comédie-Française, il assure des fonctions de directeur de la mise en scène à l'Opéra de Paris, puis il prend la direction du Théâtre de Boulogne-Billancourt.
Il meurt à l'âge de 86 ans le 14 décembre 2011 à Klosterneuburg, en Autriche. Ses obsèques se tiennent à Vienne.

### Carrière à laComédie-Française
- Coryphée du 15 octobre 1944 au 1er janvier 1945
- Pensionnaire du 1er janvier 1945 au 1er janvier 1954
- 424e Sociétaire du 1er janvier 1954 au 31 décembre 1971
- Sociétaire honoraire à partir du 1er janvier 1972

### Formation
- Centre d’art dramatique (classe de Jean Debucourt)
- Conservatoire national supérieur d'art dramatique (classe de Denis d'Inès)
- Premier prix de tragédie pour Oreste (Andromaque de Racine)
- Second prix de comédie pour Hernani (Hernani de Victor Hugo) et dans Le Cloître (d'Émile Verhaeren)

## Théâtre

### Comédien à la Comédie-Française

#### Années 1940
- L'allumeur, Cyrano de Bergerac, Edmond Rostand, mise en scène Pierre Dux, 16 mai 1942
- Un poète, Cyrano de Bergerac, Edmond Rostand, mise en scène Pierre Dux, 16 mai 1942 et 2 juillet 1944
- Bernardo, Hamlet, William Shakespeare / Guy de Pourtalès, mise en scène Charles Granval, 10 janvier 1943
- Fontenay-Samson, L'Autre Danger, Maurice Donnay, à Chaillot, 11 avril 1943
- Bellerose, Cyrano de Bergerac, Edmond Rostand, mise en scène Pierre Dux, 19 avril 1943
- Jodelet, Cyrano de Bergerac, Edmond Rostand, mise en scène Pierre Dux, 21 avril 1943
- 7e cadet, Cyrano de Bergerac, Edmond Rostand, mise en scène Pierre Dux, 25 avril 1943
- René, La Légende du Chevalier, A. de Peretti della Roca, mise en scène Julien Bertheau, 29 septembre 1943
- Brissaille, Cyrano de Bergerac, Edmond Rostand, mise en scène Pierre Dux, 2 mai 1944, puis 88 fois entre le 29 mai 1948 et le 26 février 1950 (18 fois en 1948, 46 fois en 1949, 24 fois en 1950)
- Le père jésuite, Le Soulier de satin, Paul Claudel, mise en scène Jean-Louis Barrault, 46 fois entre le 2 novembre 1944 et le 6 novembre 1950 (11 fois en 1944, 4 fois en 1945, 21 fois en 1949, 10 fois en 1950)
- Almagro, Le Soulier de satin, Paul Claudel, mise en scène Jean-Louis Barrault, 11 fois de 1944 à 1945 (8 fois en 1944, 3 fois en 1945)
- Ruy Blas, Ruy Blas, Victor Hugo, mise en scène Pierre Dux d'abord et Raymond Rouleau pour une reprise en 1960, 118 fois entre le 7 décembre 1944 et le 9 novembre 1961 (3 fois en 1944, 4 fois en 1945, 43 fois en 1947, 26 fois en 1948, 16 fois en 1949, 7 fois en 1950, 3 fois en 1960, 16 fois en 1961) et 10 fois en tournée en Angleterre
- Hydaspe, Esther, Jean Racine, mise en scène Georges Le Roy, 20 fois entre le 21 décembre 1944 et le 10 octobre 1946
- Aman, Esther, Jean Racine, mise en scène Georges Le Roy, 4 fois entre le 8 janvier 1945 et le 7 juillet 1946 et 1 fois en tournée à Chaillot, le 4 janvier 1945
- L'ange gardien, Le Soulier de satin, Paul Claudel, mise en scène Jean-Louis Barrault, 4 fois entre le 29 janvier et le 1er mars 1945
- Don Antonio Ubilla, Ruy Blas, Victor Hugo, mise en scène Pierre Dux, 26 février 1945
- Premier soldat, Le Soulier de satin, Paul Claudel, mise en scène Jean-Louis Barrault, 28 mars 1945
- Frère Léon, Le Soulier de satin, Paul Claudel, mise en scène Jean-Louis Barrault, 1er avril 1945 et 2 fois à Bruxelles en tournée
- Le poète, La Nuit de mai, Alfred de Musset, mise en scène Charles Granval, 17 fois à partir du 23 avril 1945 (8 fois en 1945, 4 fois en 1950, 4 fois en 1952, 1 fois en 1956)
- Menecrate, Antoine et Cléopâtre, William Shakespeare / André Gide, mise en scène Jean-Louis Barrault, 25 fois entre le 13 mai 1945 et le 22 mars 1946 (15 fois en 1945, 10 fois en 1946)
- Dolabella, Antoine et Cléopâtre, William Shakespeare / André Gide, mise en scène Jean-Louis Barrault, 11 fois entre le 13 mai et le 19 juin 1945
- Albin, Polyeucte, Pierre Corneille, 6 juin 1945
- Un nécessaire, L'Impromptu de Versailles, Molière, 24 juin 1945 et en tournée en Grande-Bretagne en juillet 1945
- Joseph, L'Ami Fritz, Erckmann-Chatrian, 6 fois entre le 29 septembre 1945 et le 29 mai 1946 (5 fois en 1945, 1 fois en 1946)
- L'alcade, Le Barbier de Séville, Beaumarchais, mise en scène Pierre Dux, 5 octobre 1945
- Néarque, Polyeucte, Pierre Corneille, 10 fois entre le 10 novembre 1945 et le 19 juillet 1953
- Philon, Antoine et Cléopâtre, William Shakespeare / André Gide, mise en scène Jean-Louis Barrault, 14 fois entre le 14 décembre 1945 et le 22 mars 1946 (4 fois en 1945, 10 fois en 1946)
- Ventidius, Antoine et Cléopâtre, William Shakespeare / André Gide, mise en scène Jean-Louis Barrault, 4 fois entre le 14 décembre 1945 et le 22 mars 1946 (2 fois en 1945, 2 fois en 1946)
- Scarus, Antoine et Cléopâtre, William Shakespeare / André Gide, mise en scène Jean-Louis Barrault, 14 fois entre le 14 décembre 1945 et le 22 mars 1946 (4 fois en 1945, 10 fois en 1946)
- La vision, La Nuit de décembre, Alfred de Musset, à Chaillot, 4 janvier 1946
- Facteur de chemin de fer, Le Voyage de monsieur Perrichon, Eugène Labiche / Édouard Martin, mise en scène Jean Meyer, 31 janvier 1946
- Gaïac, Le Monde où l'on s'ennuie, Édouard Pailleron, 1er février 1946
- Joseph, Le Voyage de monsieur Perrichon, Eugène Labiche / Édouard Martin, mise en scène Jean Meyer, 7 mars 1946
- Montmeyran, Le Gendre de M. Poirier, Émile Augier et Jules Sandeau, 14 mars 1946
- Guy Duval-Lavallée, Les Fiancés du Havre, Armand Salacrou, mise en scène Pierre Dux, 27 mars 1946
- Un exempt, Tartuffe, Molière, mise en scène Pierre Bertin, 20 mai 1946 ; mise en scène Fernand Ledoux pour une reprise en 1953, 45 fois
- Néron, Britannicus, Jean Racine, mise en scène Julien Bertheau d'abord et Jean Marais pour une reprise, 51 fois entre le 26 mai 1946 et le 28 septembre 1954 (13 fois en 1946, 13 fois en 1947, 12 fois en 1953, 13 fois en 1954) et 5 fois en tournée, à Bruxelles et Chaillot en 1946, à Chaillot, Nice et Vienne en 1948
- D'Artagnan, Cyrano de Bergerac, Edmond Rostand, mise en scène Pierre Dux, 47 fois entre le 28 novembre 1946 et le 14 mars 1952 (11 fois en 1946, 26 fois en 1947, 2 fois en 1949, 1 fois en 1950, 1 fois en 1951, 7 fois en 1952)
- Le chanteur, Arlequin poli par l’amour, Marivaux, mise en scène Gaston Baty et Jacques Charon, 13 décembre 1946
- 5e cadet, Cyrano de Bergerac, Edmond Rostand, mise en scène Pierre Dux, 27 décembre 1946
- Valère, L'Avare, Molière, mise en scène Jean Meyer, 25 fois entre le 3 février 1947 et le 11 janvier 1961
- Jésus, A souffert sous Ponce Pilate, Paul Raynal, mise en scène René Alexandre, 25 mars 1947
- Oreste, Andromaque, Jean Racine, mise en scène Maurice Escande, 133 fois entre le 27 mars 1947 et le 20 mars 1963 (29 fois en 1947, 17 fois en 1949, 10 fois en 1950, 12 fois en 1951, 11 fois en 1952, 19 fois en 1953, 21 fois en 1954, 12 fois en 1955, 1 fois en 1959, 1 fois en 1963)
- Le poète, La Nuit d’octobre, Alfred de Musset, 30 fois entre le 2 mai 1947 et 1965 (3 fois en 1947, 2 fois en 1948, 7 fois en 1952, 1 fois en 1954, 4 fois en 1955, 5 fois en 1957, 3 fois en 1962, 2 fois en 1963, 3 fois en 1965)
- Valère, Le Médecin malgré lui, Molière, à Montpellier le 14 juin 1947 et à Paris le 19 juin 1947
- Chatterton, Chatterton, Alfred de Vigny, mise en scène Jean Debucourt, 4 fois entre le 4 décembre 1947 et le 12 février 1948
- Émile Tavernier, Un chapeau de paille d'Italie, Eugène Labiche et Marc-Michel, mise en scène Gaston Baty, 3 janvier 1948 et pour une reprise en 1958
- L'Aragonais, La Peine capitale, Claude-André Puget, mise en scène Julien Bertheau, 72 fois entre le 3 mars 1948 et novembre 1952
- Valère, Horace, Pierre Corneille, mise en scène Jean Debucourt, 9 fois à partir du 8 avril 1948
- Covadonga, Ruy Blas, Victor Hugo, mise en scène Pierre Dux, 2 fois les 21 et 25 septembre 1948
- L'infant de Navarre, La Reine morte, Henry de Montherlant, mise en scène Pierre Dux, 78 fois entre le 21 septembre 1948 et 1950 (33 fois en 1948, 33 fois en 1949, 12 fois en 1950)
- Le veilleur, La Peine capitale, Claude-André Puget, mise en scène Julien Bertheau, 28 septembre 1948
- Le cardeur de laine, La Peine capitale, Claude-André Puget, mise en scène Julien Bertheau, 19 octobre 1948 et pour une reprise en 1952
- Fabian, Polyeucte, Pierre Corneille, mise en scène Maurice Escande, 4 novembre 1948
- Le capitan (personnage du ballet), Monsieur de Pourceaugnac, Molière, mise en scène Jean Meyer, 24 novembre 1948
- Maxime 20, L'Inconnue d'Arras, Armand Salacrou, mise en scène Gaston Baty, 11 janvier 1949
- Bajazet, Bajazet, Jean Racine, mise en scène Maurice Escande d'après celle de Jacques Copeau, 5 fois entre le 7 avril et le 9 juin 1949
- Saint Jacques le Majeur, Le Soulier de satin, Paul Claudel, mise en scène Jean-Louis Barrault, 31 fois entre le 13 avril 1949 et le 6 novembre 1950 (21 fois en 1949, 10 fois en 1950)
- Un mousquetaire, Cyrano de Bergerac, Edmond Rostand, mise en scène Pierre Dux, 29 avril 1949
- De Valvert, Cyrano de Bergerac, Edmond Rostand, mise en scène Pierre Dux, 16 juin 1949
- Premier écuyer, Jeanne la Folle, François Aman-Jean, mise en scène Jean Meyer, 26 octobre 1949
- Premier garde, Jeanne la Folle, François Aman-Jean, mise en scène Jean Meyer, 15 novembre 1949
- L'aumônier, Jeanne la Folle, François Aman-Jean, mise en scène Jean Meyer, 15 novembre 1949
- Pylade, Andromaque, Jean Racine, mise en scène Maurice Escande, 8 fois entre le 27 octobre 1949 et le 19 mars 1955 (2 fois en 1949, 2 fois en 1954, 4 fois en 1955)
- Antiochus, Bérénice, Jean Racine, mise en scène Maurice Escande d'abord puis mise en scène Paul-Émile Deiber pour une reprise, 45 fois entre le 21 décembre 1949 et le 16 juin 1966 (2 fois en 1949, 16 fois en 1950, 6 fois en 1956, 9 fois en 1957, 6 fois en 1963, 1 fois en 1964, 3 fois en 1965, 2 fois en 1966) et 1 fois à Zurich en 1965

#### Années 1950
- Troisième gentilhomme, Othello, William Shakespeare, mise en scène Jean Meyer, 11 janvier 1950
- Brécourt, L'Impromptu de Versailles, Molière, mise en scène Pierre Dux, 9 fois entre le 15 janvier 1950 et la reprise en 1954 (3 fois en 1950, 6 fois en 1954)
- Le lieutenant Martins, La Reine morte, Henry de Montherlant, mise en scène Pierre Dux, 12 fois entre le 24 janvier 1950 et 1951 (1 fois en 1950, 11 fois en 1951)
- Un serviteur, La Reine morte, Henry de Montherlant, mise en scène Pierre Dux, 24 janvier 1950
- Don Rodrigue, Le Cid, Pierre Corneille, mise en scène Julien Bertheau, 16 fois entre le 5 février 1950 et le 17 janvier 1953 (7 fois en 1950, 2 fois en 1951, 6 fois en 1952, 1 fois en 1953)
- Cassio, Othello, William Shakespeare, mise en scène Jean Meyer, 15 février 1950
- Le capitaine Batalha, La Reine morte, Henry de Montherlant, mise en scène Pierre Dux, 8 fois à partir du 28 février 1950
- Don Arias, Le Cid, Pierre Corneille, mise en scène Julien Bertheau, 2 fois entre le 2 mars 1950 et 1951 (1 fois en 1950, 1 fois en 1951)
- Charles Lenormand d’Étioles, Madame Quinze, Jean Sarment, mise en scène Émile Fabre, 25 avril 1950
- Louis XV, Madame Quinze, Jean Sarment, mise en scène Émile Fabre, 2 juillet 1950
- Le Temps, Le Conte d'hiver, William Shakespeare, mise en scène Julien Bertheau, 71 fois à partir du 31 octobre 1950
- Un récitant, Les Caves du Vatican, André Gide, mise en scène Jean Meyer, 13 décembre 1950
- Le récitant de Fleurissoire, Les Caves du Vatican, André Gide, mise en scène Jean Meyer, 30 janvier 1951
- 2e cadet, Cyrano de Bergerac, Edmond Rostand, mise en scène Pierre Dux, 19 février 1951
- Mitiffio, L'Arlésienne, Alphonse Daudet, mise en scène Julien Bertheau, 11 mars 1951
- Neipperg, Madame Sans Gêne, Victorien Sardou et Émile Moreau, mise en scène Denis d'Inès, 14 mars 1951
- Nicomède, Nicomède, Pierre Corneille, mise en scène Jean Yonnel, 25 fois entre le 19 mars 1951 et 1962 (1 fois en 1951, 2 fois en 1956, 9 fois en 1959, 13 fois en 1962)
- Le Sereno, L'Homme de cendres, André Obey, mise en scène Pierre Dux, 11 avril 1951
- Le soldat, Antigone, Sophocle, mise en scène Henri Rollan, 19 juin 1951
- Egas Cœlho, La Reine morte, Henry de Montherlant, mise en scène Pierre Dux, 52 fois entre le 24 juin 1951 et 1962 (pour une reprise le 5 février 1962) (5 fois en 1951, 16 fois en 1954, 17 fois en 1958, 11 fois en 1962)
- Un garde, Cyrano de Bergerac, Edmond Rostand, mise en scène Pierre Dux, 1951
- Maxime, Cinna ou la Clémence d'Auguste, Pierre Corneille, mise en scène Maurice Escande, 51 fois entre le 4 octobre 1951 et 1964 (15 fois en 1951, 1 fois en 1952, 11 fois en 1956, 5 fois en 1957, 5 fois en 1958, 8 fois en 1960, 8 fois en 1964)
- Premier colonial, Donogoo, Jules Romains, mise en scène Jean Meyer, 9 novembre 1951
- Deuxième aventurier, Donogoo, Jules Romains, mise en scène Jean Meyer, 9 novembre 1951
- Polixenès, Le Conte d'hiver, William Shakespeare, mise en scène Julien Bertheau, 8 fois entre le 6 décembre 1951 et le 16 février 1952
- Olivier, Comme il vous plaira, William Shakespeare, mise en scène Jacques Charon 19 janvier au 15 mai 1952 = 8 fois
- Cyrano de Bergerac, Cyrano de Bergerac, Edmond Rostand, mise en scène Pierre Dux d'abord puis pour une reprise en 1964, mise en scène Jacques Charon, 185 fois entre le 24 février 1952 et 1972 (20 fois en 1952, 27 fois en 1964, 63 fois en 1965, 11 fois en 1966, 9 fois en 1967, 16 fois en 1968, 7 fois en 1969, 18 fois en 1970, 14 fois en 1972)
- Le duc de Bavière, Hernani, Victor Hugo, mise en scène Henri Rollan, 9 mars 1952
- Le petit brun, Donogoo, Jules Romains, mise en scène Jean Meyer, 8 avril 1952
- Hernani, Hernani, Victor Hugo, mise en scène Henri Rollan, 9 fois entre le 13 avril et le 25 septembre 1952
- Le Chœur, Œdipe roi, Sophocle, mise en scène Julien Bertheau, 14 mai 1952
- Narcisse, Britannicus, Jean Racine, mise en scène Jean Marais, 17 mai 1952 et mise en scène Michel Vitold pour une tournée en URSS en 1969
- Créon, Œdipe Roi, Sophocle, mise en scène Julien Bertheau, 24 mai 1952
- Dom Alonse, Dom Juan ou le Festin de pierre, Molière, mise en scène Jean Meyer, 27 fois entre le 5 novembre 1952 et 1953 (15 fois en 1952, 12 fois en 1953)
- Le veilleur, Pasiphaé, Henry de Montherlant, mise en scène Julien Bertheau, 13 fois à partir du 25 février 1953
- Xipharès, Mithridate, Jean Racine, mise en scène Jean Yonnel, 39 fois entre le 8 mars 1953 et le 6 novembre 1959 (14 fois en 1953, 9 fois en 1956, 2 fois en 1957, 7 fois en 1958, 7 fois en 1959) et 1 fois à Orange
- Ors'Anto, La Rabouilleuse, Émile Fabre d'après Honoré de Balzac, 6 mai 1953
- Don Sanche, Le Cid, Pierre Corneille, mise en scène Julien Bertheau, 7 fois entre le 27 décembre 1953 et le 28 juin 1962 (1 fois en 1953, 1 fois en 1954, 1 fois en 1955, 1 fois en 1958, 1 fois en 1961, 2 fois en 1962)
- Le lieutenant de vaisseau, Les Noces de deuil, Philippe Hériat, mise en scène Julien Bertheau, 1953
- Aubarrée, Crainquebille, Anatole France, mise en scène Louis Seigner, 11 février 1954
- Béjart, L'Impromptu de Versailles, Molière, mise en scène Pierre Dux, 1954
- Horace, Horace, Pierre Corneille, mise en scène Jean Debucourt, 65 fois entre le 9 mars 1954 et le 15 novembre 1962 (27 fois en 1954, 3 fois en 1955, 8 fois en 1956, 5 fois en 1957, 12 fois en 1958, 6 fois en 1959, 2 fois en 1961, 2 fois en 1962) et 1 fois à Orange
- Le préfet, Chacun sa vérité, Luigi Pirandello, mise en scène Charles Dullin, 19 novembre 1954
- Premier faune, Les Amants magnifiques, Molière, mise en scène Jean Meyer, 10 décembre 1954
- Sostrate, Les Amants magnifiques, Molière, mise en scène Jean Meyer, 71 fois entre le 10 février 1955 et le 26 octobre 1956 (42 fois en 1955, 29 fois en 1956)
- Pierre de Craon, L'Annonce faite à Marie, Paul Claudel, mise en scène Julien Bertheau, 57 fois entre le 17 février 1955 et 1956 (46 fois en 1955, 11 fois en 1956)
- Abner, Athalie, Jean Racine, mise en scène Véra Korène, 17 fois entre le 11 mai et le 21 décembre 1955
- Suréna, Suréna, Pierre Corneille, mise en scène Maurice Escande, 17 fois entre le 6 juin 1955 et 1965 (8 fois en 1955, 2 fois en 1956, 10 fois en 1965)
- Hyppolyte Richond, Le Demi-Monde, Alexandre Dumas fils, mise en scène Maurice Escande, 3 octobre 1956
- Don Fernand, Le Cid, Pierre Corneille, mise en scène Julien Bertheau d'abord puis pour une reprise mise en scène Paul-Émile Deiber, 143 fois entre le 23 juillet 1956 et 1970 (4 fois en 1956, 15 fois en 1957, 11 fois en 1958, 13 fois en 1959, 20 fois en 1960, 7 fois en 1961, 8 fois en 1962, 11 fois en 1963, 10 fois en 1964, 2 fois en 1965, 16 fois en 1966, 2 fois en 1967, 14 fois en 1968, 1 fois en 1969, 9 fois en 1970)
- Filinte, Les Fâcheux, Molière, mise en scène Jacques Charon, 48 fois entre le 8 novembre 1956 et 1957 (23 fois en 1956, 25 fois en 1957)
- Enjolras, Les Misérables, Victor Hugo / Paul Achard, mise en scène Jean Meyer, 9 janvier 1957
- Cominius, Coriolan, William Shakespeare / René-Louis Piachaud, mise en scène Jean Meyer, 7 février 1957
- Cléandre, Polydora, André Gillois, mise en scène de l'auteur, 27 février 1957, Comédie-Française au Théâtre de l'Odéon
- Monsieur Filerin, L'Amour médecin, Molière, mise en scène Jacques Charon, 5 mars et 10 octobre 1957
- Arsace, Bérénice, Jean Racine, mise en scène Maurice Escande, 2 mai 1957
- Valentin, Mademoiselle, Jacques Deval, mise en scène Robert Manuel, 8 mai 1957
- Le poète, La Nuit d’août, Alfred de Musset, soirée littéraire du 13 mai 1957
- Hortensius, La Seconde Surprise de l'amour, Marivaux, mise en scène Hélène Perdrière, 25 mai 1957
- Ariste, Les Femmes savantes, Molière, mise en scène Jean Meyer, 12 fois entre le 22 mai 1957 et 1963 (2 fois en 1957, 5 fois en 1958, 1 fois en 1959, 1 fois en 1960, 1 fois en 1961, 1 fois en 1962, 1 fois en 1963)
- Maître de musique, Le Bourgeois gentilhomme, Molière, mise en scène Jean Meyer, 23 fois entre le 12 octobre 1957 et 1964 (5 fois en 1957, 13 fois en 1958, 3 fois en 1959, 1 fois en 1962, 1 fois en 1964)
- Dorante, La Critique de l'école des femmes, Molière, mise en scène Jean Meyer d'abord puis mise en scène Michel Etcheverry pour une reprise en 1968, 107 fois entre le 26 janvier 1958 et le 14 mars 1968 (25 fois en 1958, 11 fois en 1959, 18 fois en 1960, 8 fois en 1961, 11 fois en 1962, 6 fois en 1963, 5 fois en 1964, 9 fois en 1965, 3 fois en 1966, 11 fois en 1968)
- Antoine, Le Sexe faible, Édouard Bourdet, mise en scène Jean Meyer, 1958
- Don Lope de Gusman, Don Sanche d'Aragon, Pierre Corneille, mise en scène Hélène Perdrière, 11 fois à partir du 1er octobre 1958
- Henri III, La Dame de Monsoreau, Alexandre Dumas et Auguste Maquet, mise en scène Jacques Eyser, 31 fois entre le 27 décembre 1958 et le 17 juin 1959
- Soldignac, Le Dindon, Georges Feydeau, mise en scène Jean Meyer, 38 fois entre le 29 avril 1959 et 1971, avec une reprise en 1967 (5 fois en 1959, 4 fois en 1965, 19 fois en 1967, 3 fois en 1968, 1 fois en 1969, 1 fois en 1970, 5 fois en 1971), et des tournées
- Jean des Arcis, Les Trente Millions de Gladiator, Eugène Labiche et Philippe Gille, mise en scène Jean Meyer, 1959
- Orgon, Tartuffe, Molière, mise en scène Louis Seigner, 46 fois entre le 5 juillet 1959 et 1963 (9 fois en 1959, 19 fois en 1960, 1 fois en 1961, 10 fois en 1962, 7 fois en 1963), et des tournées
- Molière, L'Impromptu de Versailles, Molière, mise en scène Jean Meyer, 27 fois entre le 18 octobre 1959 et 1960 (17 fois en 1959, 10 fois en 1960), et des tournées

#### Années 1960
- Le butler, £ 12, J. M. Barrie, 1960
- Égisthe, Électre, Jean Giraudoux, mise en scène Pierre Dux, 27 fois en 1960 et en tournée en France en 1961
- Lambert Landisi, Chacun sa vérité, Luigi Pirandello, mise en scène Charles Dullin, 14 fois à partir du 26 avril 1960
- Pierre, Le Pain de ménage, Jules Renard, mise en scène Jean Mercure, 12 juin 1960 et reprise en 1968
- Alceste, Le Misanthrope, Molière, mise en scène Pierre Dux puis Jacques Charon, 99 fois entre le 6 octobre 1960 et 1970 (10 fois en 1960, 10 fois en 1961, 7 fois en 1962, 11 fois en 1963, 7 fois en 1964, 7 fois en 1965, 7 fois en 1966, 15 fois en 1967, 11 fois en 1968, 7 fois en 1969, 7 fois en 1970)
- Don Diégo de la Mota, Le Cardinal d'Espagne, Henry de Montherlant, mise en scène Jean Mercure, 78 fois à partir du 18 décembre 1960
- Léontès, Le Conte d'hiver, William Shakespeare, mise en scène Julien Bertheau, 10 fois à partir du 2 mai 1961
- Premier médecin, Monsieur de Pourceaugnac, Molière, mise en scène Jacques Charon, 1961
- Sévère, Polyeucte, Pierre Corneille, mise en scène Jean Marchat, 27 décembre 1961
- Molière, La Troupe du Roy, réal. Paul-Émile Deiber, 1962, reprise 1972
- Le général Irrigua, Un fil à la patte, Georges Feydeau, mise en scène Jacques Charon, 141 fois entre le 9 février 1962 et 1966 (38 fois en 1962, 50 fois en 1963, 30 fois en 1964, 15 fois en 1965, 8 fois en 1966), et des tournées
- Hermocrate, La Colonie, Marivaux, mise en scène Jean Piat, 11 février 1962
- Le roi, L'Impromptu du Palais-Royal, Jean Cocteau, mise en scène Jacques Charon, mai 1962 en tournée au Japon
- Burrhus, Britannicus, Jean Racine, mise en scène Michel Vitold, mai 1962 en tournée au Japon, 4 fois entre le 14 décembre 1962 et le 8 juin 1972, et des tournées
- Le poète, La Nuit de décembre, Alfred de Musset, 5 fois à partir du 22 juillet 1962
- Lougine, Crime et Châtiment, Fiodor Dostoïevski / Gabriel Arout, mise en scène Michel Vitold, 62 fois à partir du 9 mars 1963
- Carle, Les Fourberies de Scapin, Molière, mise en scène Jacques Charon, en tournée à Mexico, 13 juin 1963
- Le mendiant, Électre, Jean Giraudoux, mise en scène Pierre Dux, en tournée à Mexico, 23 juin 1963, 1re fois à Paris, 28 fois jusqu'au 5 mai 1969
- Silvestre, Les Fourberies de Scapin, Molière, mise en scène Jacques Charon, en tournée, à Caracas, Bogota et Quito, 28 juin 1963
- Le père de Jeanne, Comme les chardons..., Armand Salacrou, mise en scène Michel Vitold, 23 fois à partir du 18 octobre 1964
- Miguel Rufique, Donogoo, Jules Romains, mise en scène Louis Seigner, 1964
- Colonel Philippe Bridau, La Rabouilleuse, Émile Fabre d'après Honoré de Balzac, mise en scène Paul-Émile Deiber, 12 fois à partir du 3 mai 1965
- Le roi Ferrante, La Reine morte, Henry de Montherlant, mise en scène Pierre Franck, 47 fois entre le 21 décembre 1965 et le 30 juin 1967 (2 fois en 1965, 27 fois en 1966, 18 fois en 1967), et une tournée aux États-Unis et en France à Tours et Toulouse
- Don Diègue, Le Cid, Pierre Corneille, mise en scène Paul-Émile Deiber, 21 fois entre le 16 janvier 1966 et 1970 (2 fois en 1966, 3 fois en 1967, 2 fois en 1968, 5 fois en 1969, 9 fois en 1970)
- Trivelin, L'Île des esclaves, Marivaux, mise en scène Jacques Charon, 1967
- Don Gormas, Le Cid, Pierre Corneille, mise en scène Paul-Émile Deiber, 1967 en tournée
- Barbi, L'Émigré de Brisbane, Georges Schehadé, mise en scène Jacques Mauclair, 20 novembre 1967
- Claudio, Les Caprices de Marianne, Alfred de Musset, 1967 en tournée
- Le gérant, Cantique des cantiques, Jean Giraudoux, 1967
- Don Salluste de Bazan, Ruy Blas, Victor Hugo, mise en scène Raymond Rouleau, 38 fois entre le 3 novembre 1968 et 1971 (22 fois en 1968, 6 fois en 1969, 10 fois en 1971)
- Mathan, Athalie, Jean Racine, mise en scène Maurice Escande, 11 janvier 1969
- Thibaut, Le Médecin malgré lui, Molière, mise en scène Jean-Paul Roussillon, 1969
- Cléante, Tartuffe, Molière, mise en scène Jacques Charon, 14 fois entre le 30 mai 1969 et 1971 (3 fois en 1969, 11 fois en 1971)
- Monseigneur Beaumont de Péréfixe, Port-Royal, Henry de Montherlant, mise en scène Jean Meyer, 13 fois à partir du 4 octobre 1969
- Piget, Vingt-neuf degrés à l'ombre, Eugène Labiche, mise en scène Jean Piat, 38 fois entre le 12 octobre 1969 et 1971 (27 fois en 1969, 10 fois en 1970, 1 fois en 1971)

#### Années 1970
- Arbate, La Princesse d'Élide, Molière, 20 janvier 1970 à la télévision
- Don Andrès de Ribera, Le Carrosse du Saint-Sacrement, Prosper Mérimée, mise en scène Michel Etcheverry, 22 mars 1970
- Bazile, Le Barbier de Séville, Beaumarchais, mise en scène Jean-Claude Arnaud, 7 mai 1970
- La voix d'Indra, Le Songe, August Strindberg / Maurice Clavel, mise en scène Raymond Rouleau, 1970
- Le doyen de la médecine, Le Songe, August Strindberg / Maurice Clavel, mise en scène Raymond Rouleau, 1970
- Monsieur Dimanche, Dom Juan, Molière, mise en scène Antoine Bourseiller, 1970
- Monsieur de Sotenville, George Dandin, Molière, mise en scène Jean-Paul Roussillon, en tournée en 1971
- Hans, Amorphe d’Ottenburg, Jean-Claude Grumberg, mise en scène Jean-Paul Roussillon, Théâtre de l'Odéon, 33 fois à partir du 11 octobre 1971

#### Années 1980
- Prusias, Nicomède, Pierre Corneille, mise en scène Françoise Seigner, 32 fois à partir du 5 novembre 1988

### Mises en scène à la Comédie-Française
- 1962 : La Troupe du Roy d'après Molière
- 1962 : La Joie imprévue de Marivaux
- 1962 : Bérénice de Jean Racine
- 1963 : Le Cid de Pierre Corneille
- 1965 : La Rabouilleuse d'Émile Fabre d'après Honoré de Balzac
- 1968 : Andromaque de Jean Racine

### Hors Comédie-Française

#### Comédien
- 1958 : La Mort de Pompée de Corneille, mise en scène Jean Serge, Festival Corneille, Barentin
- 1959 : Horace de Corneille, mise en scène Jean Serge, Festival Corneille, Barentin
- 1963 : Phèdre de Racine, mise en scène Raymond Gérôme, Grand Théâtre de Genève
- 1964 : Mon Faust de Paul Valéry, mise en scène Pierre Franck, Théâtre des Célestins
- 1964 : Antoine et Cléopatre de Shakespeare, mise en scène Julien Bertheau
- 1974 : Le Siècle des lumières de Claude Brulé, mise en scène Jean-Laurent Cochet, Théâtre du Palais Royal
- 1975 : Les Secrets de la Comédie humaine de Félicien Marceau, mise en scène Paul-Emile Deiber, Théâtre du Palais Royal
- 1975 : Le Système Ribadier de Georges Feydeau, mise en scène de Robert Manuel, Théâtre Edouard VII
- 1975 : L'Autre Valse de Françoise Dorin, mise en scène Michel Roux, Théâtre des Variétés
- 1977 : Pauvre Assassin de Pavel Kohout, mise en scène Michel Fagadau, Théâtre de la Michodière
- 1978 : Mon père avait raison de Sacha Guitry, mise en scène Jean-Laurent Cochet, Théâtre Hébertot
- 1978 : Les Rustres de Carlo Goldoni, mise en scène Claude Santelli, Théâtre de la Michodière
- 1980 : Talleyrand à la barre de l'histoire d'André Castelot, mise en scène Paul-Emile Deiber, Théâtre du Palais Royal
- 1985 : Hugo l'homme qui dérange de Claude Brulé, mise en scène Paul-Émile Deiber, Théâtre national de l'Odéon
- 1986 : Les Femmes savantes de Molière, mise en scène Françoise Seigner, Théâtre de Boulogne-Billancourt
- 1989 : Crime et Châtiment d'après Dostoïevski

#### Metteur en scène
- 1971 : Cyrano de Bergerac d'Edmond Rostand, Théâtre Montansier (Versailles) avec Jean Marais
- 1980 : Talleyrand à la barre de l'histoire d'André Castelot, Théâtre du Palais Royal
- 1985 : Hugo l'homme qui dérange de Claude Brulé, Théâtre national de l'Odéon
- 1985 : Au but de Thomas Bernhard, Théâtre de Boulogne-Billancourt
- 1986 : Brummell à Caen de Bernard Da Costa, Théâtre de Boulogne-Billancourt
- 1989 : Crime et Châtiment d'après Dostoïevski

### Mises en scène d'œuvres lyriques
- Le Barbier de Séville de Gioachino Rossini, Opéra Comique
- le Triptyque de Puccini, Opéra Comique
- Benvenuto Cellini de Berlioz, Opéra de Paris
- Roméo & Juliette de Charles Gounod, Metropolitan Opera
- Werther de Jules Massenet, Metropolitan Opera
- La Norma de Vincenzo Bellini, Metropolitan Opera
- Luisa Miller de Giuseppe Verdi, Wiener Staatsoper
- La Favorite de Gaetano Donizetti, San Francisco Opera

## Filmographie partielle

### Cinéma
- 1957 : Fernand clochard de Pierre Chevalier
- 1957 : La Tour, prends garde ! de Georges Lampin
- 1961 : Don Camillo Monseigneur de Carmine Gallone : la voix de Jésus (version française)
- 1966 : Martin soldat de Michel Deville
- 1979 : Nous maigrirons ensemble de Michel Vocoret

### Télévision
- 1968 : En votre âme et conscience, épisode : Les Innocents d'Eldagsen de Claude Barma
- 1972 : Électre de Jean Giraudoux, réalisation Pierre Dux (spectacle de la Comédie-Française)
- 1974 : Au théâtre ce soir : Pluie d'après Somerset Maugham, mise en scène René Clermont, réalisation Georges Folgoas, Théâtre Édouard VII
- 1975 : Au théâtre ce soir : Le Système Ribadier de Georges Feydeau, mise en scène Robert Manuel, réalisation Pierre Sabbagh, Théâtre Édouard VII
- 1975 : Au théâtre ce soir : La Rabouilleuse d'Émile Fabre d'après Honoré de Balzac, mise en scène Robert Manuel, réalisation Pierre Sabbagh, Théâtre Edouard VII
- 1977 : Au Théâtre ce soir : Plainte contre inconnu de Georges Neveux, mise en scène Raymond Gérôme, réalisation Pierre Sabbagh, Théâtre Marigny
- 1977 : Chapeau melon et bottes de cuir - K is for kill part 1 : The Tiger awakes d'Yvon-Marie Coulais
- 1978 : Au théâtre ce soir : Le Nouveau Testament de Sacha Guitry, mise en scène Robert Manuel, réalisation Pierre Sabbagh, Théâtre Marigny
- 1980 : Au théâtre ce soir : La Claque d'André Roussin, mise en scène Georges Vitaly, réalisation Pierre Sabbagh, Théâtre Marigny

## Doublage (liste sélective)
- 1954 : Le Beau Brummel : Lord Mindon (John Chandos)
- 1958 : Le Fier Rebelle : John Chandler (Alan Ladd)
- 1958 : Le danger vient de l'espace : Peter Leduq (Dario Michaelis)
- 1959 : Annibal ou Annibal contre Rome : Quintus Fabius (Gabriele Ferzetti)
- 1959 : La Valse du gorille : Otto Lohn (Wolfgang Preiss)
- 1960 : Spartacus : le narrateur (Vic Perrin)
- 1961 : Don Camillo Monseigneur : "La voix"
- 1961 : Le Cid : Ben Youssouf (Herbert Lom)
- 1961 : L'Empreinte du dragon rouge : le capitaine Jackson Sale (Geoffrey Toone)
- 1964 : Celui qui n'existait pas : Barry Moreland (Robert Taylor)
- 1965 : Le Majordome : docteur Ventoux dit "Le chat" (Paul Hubschmid)
- 1965 : Bunny Lake a disparu : superintendant Newhouse (Laurence Olivier)
- 1967 : Le Bal des vampires : le comte Von Krolock (Ferdy Mayne)
- 1967 : Devine qui vient dîner ? : Matt Drayton (Spencer Tracy)
- 1968 : La Bataille pour Anzio : Dick Ennis (Robert Mitchum)
- 1968 : Quand les aigles attaquent : le général Rosemeyer (Ferdy Mayne)
- 1968 : Cérémonie secrète : Albert (Robert Mitchum)
- 1969 : Easy Rider : l'auto-stoppeur hippie (Luke Askew)
- 1969 : Un château en enfer : le capitaine Lionel Beckman (Patrick O'Neal)
- 1970 : Attaque au Cheyenne Club : John O'Hanlan (James Stewart)